# The Fratellis
The Fratellis je britanski glazbeni sastav.

## Članovi
- Jon Fratelli, Barry Fratelli i Mince Fratelli.

## Diskografija
- Costello Music (2006.)
- Here we Stand (2008.)

### EPs
- The Fratellis EP (2006.).
- Flathead EP (2007.).
- Ole Black 'n' Blue Eyes EP (2007.)

### Singles
- Henrietta (2006.).
- Chelsea Dagger (2006.).
- Whistle For The Choir (2006.).
- Baby Fratelli (2007.).
- Flathead (2007.).
- Ole Black n' Blue Eyes (2007.).
- Mistress Mabel (2008.).
- Look Out Sunshine (2008.).

## Vanjske poveznice
- Službena stranica  Arhivirana inačica izvorne stranice od 29. studenoga 2020. (Wayback Machine) (engl.)
- The Fratellis na MySpace